# Ремане, Рейнхард
Рейнхард Ремане (нем. Reinhard Remane; 21 марта 1929, Киль — 27 апреля 2009, Марбург) — немецкий биолог и педагог, специалист по насекомым.

## Биография
Рейнхард Ремане родился в 1929 году в Киле в семье немецкого зоолога Адольфа Ремане и Марты Хайнце. В 1949 году после окончания школы в Плёне, куда семья переехала 1934 году, поступил в Университет имени Христиана Альбрехта, где изучал зоологию, ботанику и химию. Диссертация Рейнхарда Ремане была посвящена заселению лугов клопами и цикадовыми в районе рек Эмс и Везер (нем. Die Besiedlung von Grünlandflächen verschiedener Herkunft durch Wanzen und Zikaden im Weser-Ems-Gebiet), руководитель — Вольфганг Тишлер.
В 1957—1958 годах работал в Ираке на экспериментальной сельскохозяйственной станции в Абу-Грейбе в должности иностранного эксперта по таксономии, затем — в Мюнхене в качестве научного сотрудника Немецкого научно-исследовательского общества, в 1961—1962 годах — в Судане на исследовательской станции Эд-Дамере. В декабре 1962 года занял должность хранителя (нем. Kustodiat) на кафедре биологии Марбургского университета. В 1970 году стал профессором той же кафедры.

## Вклад в науку
Научные интересы Рейнхарда Ремане касались таксономии, биогеографии и экологии европейских и североафриканских цикадовых и клопов. Он предпринимал исследовательские поездки в Южную Европу (Португалию, Испанию, Францию, Италию, Грецию), Северную Африку (Марокко, Алжир, Тунис), а также на Канарские острова и в Непал. Автор примерно 140 печатных работ, описавший в общей сложности около 170 видов и 15 родов насекомых: цикадок, свинушек, клопов-охотников, циксид и Issidae. В 2007 году Немецкое общество общей и прикладной энтомологии удостоило Ремане медали Иоганна Вильгельма Майгена.
В 1970 году Рейнхард Ремане основал периодическое издание «Энтомологические публикации Марбурга» (нем. Marburger Entomologische Publicationen), которое просуществовало с 1979 по 2005 год (23 выпуска).

## Семья
В 1961 году женился на Хельге Йос (нем. Helga Joos). От их брака родились трое детей: Карен, Петер и Гудрун.